# HD 193592
HD 193592，又名BD+54 2329，SAO 32455、HR 7781，是一颗恒星，视星等为5.76，位于銀經90.45，銀緯10.84，其B1900.0坐标为赤經20h 15m 56.5s，赤緯+55° 10.84′ 3″。